# Rebus
 Ovo je glavno značenje pojma Rebus. Za druga značenja pogledajte Rebus (razdvojba).
| Rebus                                                                            |
| -------------------------------------------------------------------------------- |
|                                                                                  |
| Postavka: S - vile - T - E - okomice Rješenje: Svi lete oko Mice Autor: D. Dobra |

Rebus je zagonetka predstavljena kombinacijom slika, slova i znakova i iz njihovog odnosa se nalazi rješenje.

## Elementi rebusa
Kod slika i znakova traži se pojam koji predstavljaju (na primjer, + = plus ili i, 3 = tri), dok se za slova može uzeti njihova vrijednost ili vrijednost naziva (na primjer, N = n ili en). Ako se za traženi pojam ne može naći odgovarajuća slika, dozvoljeni su mali "trikovi":
- Izostavnik ispred ili iza slike kazuje da se odbacuje po jedno slovo od pojma koji slika predstavlja. Ako ima više izostavnika, za svaki se odbacuje po jedno slovo.
- Može se zamijeniti jedno slovo pojma i to se označava u postavci, na primjer V = W - umjesto V stavlja se W. Ovaj način se često koristi kad rješenje sadrži slovo koga nema u hrvatskoj abecedi.

Rješenje rebusa može biti samo jedna riječ, ali i čitava rečenica ili izraz. Ako je rebus s više elemenata, oni se uobičajeno odgonetaju po redoslijedu slijeva udesno.
Rebusi obično imaju naslov, koji upućuje na traženo rješenje. Kod težih rebusa može se dati pomoć u obliku malih pravokutnika u koje treba upisati rješenje, ili se daje brojčani ključ koji predstavlja broj slova svakog elementa rebusa.

## Povijest
Riječ rebus latinskog je podrijetla, non verbis sed rebus sa značenjem "ne po riječima, već po stvarima". Ne zna se točno kad i kako su se rebusi pojavili. U staroj Grčkoj i Rimu su kovani novčići s rebusima koji su predstavljali znamenite ljude ili gradove. U srednjem vijeku su se rebusi često koristili u heraldici. Plemstvo je često na svojim grbovima i štitovima svoje ime predstavljalo rebusom. Korištenje u heraldici smatra se za doba nastanka rebusa. Početkom XVII. stoljeća su sveštenici u Francuskoj objavljivali rebuse na pamfletima za uskrsne svetkovine, tako da ih je moglo razumjeti i nepismeno pučanstvo. Rebusi su postali naročito popularni u XIX. stoljeću. Danas se rebusi mogu naći svuda - u oglašavanju, u logotipovima, u enigmatskim zbirkama itd.

### Anegdota
Poznata je anegdota o Voltaireu i Fridriku Velikom. Kad je Voltaire bio gost kod Fridrika u palači Sanssouci, razmjenjivali su poruke u obliku rebusa. Fridrik je Voltaireu poslao crtež
Na francuskom jeziku je postavka tog rebusa Deux mains (dvije ruke) sous (ispod) p (slovo se na francuskom čita "pé") à (u) cent (stotina) sous scie (ispod pile), a rješenje Demain souper à Sanssouci? (Večera sutra u Sanssouci?)
Na poruku mu je Voltaire odgovorio:
Ga!, slovni rebus s postavkom Gé grand, A petit! (veliko G, malo a), odnosno J'ai grand appétit! (Imam veliki apetit!).

## Vrste
Rebus se javlja u više rezličitih oblika i svaki od njih ima svoja pravila za rješavanje:
| Anagramni rebus                                              | Anagramni rebus |
| ------------------------------------------------------------ | --- |
|                                                              | Kod anagramnog rebusa se prvo rješavaju zadani pojmovi, od kojih se zatim anagramiranjem dobiva rješenje. Obično se uz ove rebuse, kao pomoć, daju brojčani ključ za postavku, te ključ za anagramiranje, tj. kojim redoslijedom treba uzimati slova iz postavke. |
| Postavka: vidra - satir Rješenje: Stradivari Autor: A. Košir | |

| Opisni rebus                                                                        | Opisni rebus                                                                         |
| ----------------------------------------------------------------------------------- | ------------------------------------------------------------------------------------ |
| Iza Slova TIGANJ stoji usred golog krša, a nad njime sav u boji BARJAK se zaleprša. | Kod opisnog rebusa, umjesto likovnih elemenata, koriste se riječi za opis zagonetke. |
| Postavka: za - S - tava Rješenje: zastava Autor: B. Dovniković                      | Kod opisnog rebusa, umjesto likovnih elemenata, koriste se riječi za opis zagonetke. |

| Palindromni rebus                                         | Palindromni rebus |
| --------------------------------------------------------- | --- |
|                                                           | Palindromni rebus je vrsta rebusa koji se rješava kao svaki drugi rebus, ali se rješenje čita otraga, zdesna ulijevo. Iako nosi naziv "palindromni", rješenje najčešće nije palindrom. |
| Postavka: Z - bokal Rješenje: zla kob Autor: "Konjičanin" | |

| Rarebus                                                 | Rarebus |
| ------------------------------------------------------- | --- |
|                                                         | U rarebusu su izostavnici obavezan dio zagonetke. Kad se nađu traženi pojmovi, od svakog se prema broju izostavnika odbija određeni broj slova - odbačena slova se grupiraju na kraj rješenja, po redoslijedu kojim su odbačena. |
| Postavka: pek – rilo Rješenje: Periklo Autor: O. Franić | |

| Rebusoid                                                | Rebusoid |
| ------------------------------------------------------- | --- |
|                                                         | Sličan rarebusu je rebusoid, s tom razlikom što se odbačena slova ne grupiraju na kraj rješenja, već se čitaju odmah uz pojam iz koga su izostavljena. |
| Postavka: rak - tava Rješenje: kravata Autor: G. Mandić | |

| Rebus u stripu                                         | Rebus u stripu |
| ------------------------------------------------------ | --- |
|                                                        | Rebus u stripu je niz povezanih slika (kao strip) koje predstavljaju neku radnju, a posljednja slika sadrži rješenje koje je zasnovano na toj radnji. |
| Postavka: pa - puče Rješenje: papuče Autor: V. Kutnjak | |

| Slovni rebus                           | Slovni rebus |
| -------------------------------------- | --- |
| S L S                                  | Kod slovnog rebusa se koriste samo slova. U rješavanju treba pronaći odnose između slova, a u tim odnosima značajnu ulogu igraju prijedlozi (o, u, oko, na, iza...) |
| Postavka: S - oko - L Rješenje: sokol. | Kod slovnog rebusa se koriste samo slova. U rješavanju treba pronaći odnose između slova, a u tim odnosima značajnu ulogu igraju prijedlozi (o, u, oko, na, iza...) |

## Utjecaj
Rebus se u često koristi u medijima u prenesenom značenju za nepoznanicu, za pojavu koju je teško objasniti ili se mora odgonetati ("Rebus za gledatelje").
- Rebus je album Arsena Dedića iz 2008.
- Rebus je pjesma grupe Leb i sol.
- Dragoslav Andrić ima nekoliko radova u obliku slovnih rebusa[6]:

| AAAAAAAA                                             | OSAMA             |
| ---------------------------------------------------- | ----------------- |
| Do kakakakaka se bavim                               | Do petka se bavim |
| čavimčavimčavim zanatom;                             | tričavim zanatom; |
| o vikendu kravim                                     | o vikendu kravim  |
| gagagagagagagagagagagagagagagagagagagaga svaki atom. | stoga svaki atom. |